# Opistognathus papuensis
Opistognathus papuensis är en fiskart som beskrevs av Bleeker, 1868. Opistognathus papuensis ingår i släktet Opistognathus och familjen Opistognathidae. Inga underarter finns listade i Catalogue of Life.